# Banbasa
Banbasa è una suddivisione dell'India, classificata come census town, di 7.138 abitanti, situata nel distretto di Champawat, nello stato federato dell'Uttarakhand. In base al numero di abitanti la città rientra nella classe V (da 5.000 a 9.999 persone).

## Geografia fisica
La città è situata a 29° 07' 48 N e 80° 00' 16 E.

## Società

### Evoluzione demografica
Al censimento del 2001 la popolazione di Banbasa assommava a 7.138 persone, delle quali 3.710 maschi e 3.428 femmine. I bambini di età inferiore o uguale ai sei anni assommavano a 1.112, dei quali 582 maschi e 530 femmine. Infine, coloro che erano in grado di saper almeno leggere e scrivere erano 4.786, dei quali 2.778 maschi e 2.008 femmine.